# Carril DIN

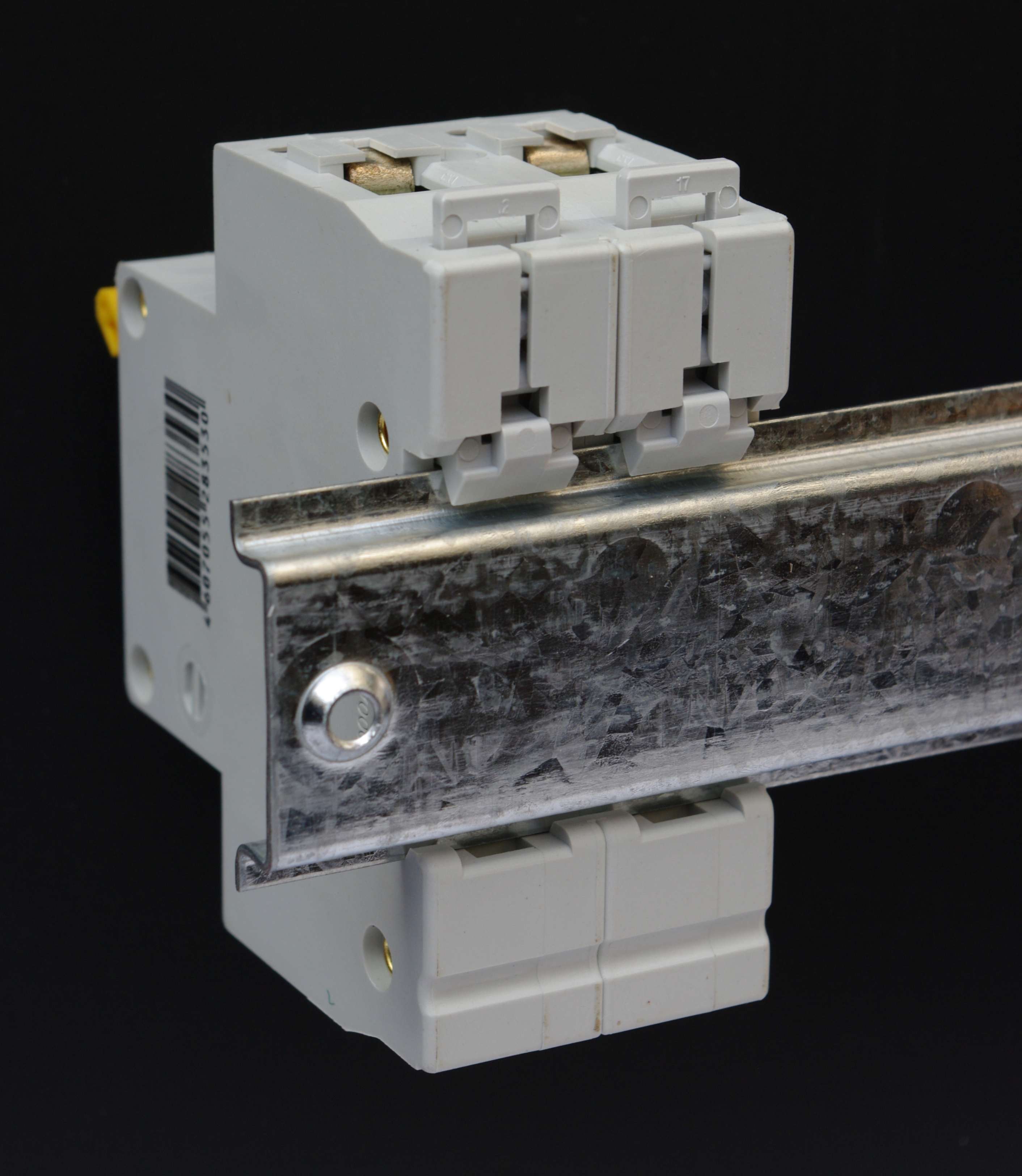
Carril DIN 35 mm DIN con elementos de protección montados (vista posterior).

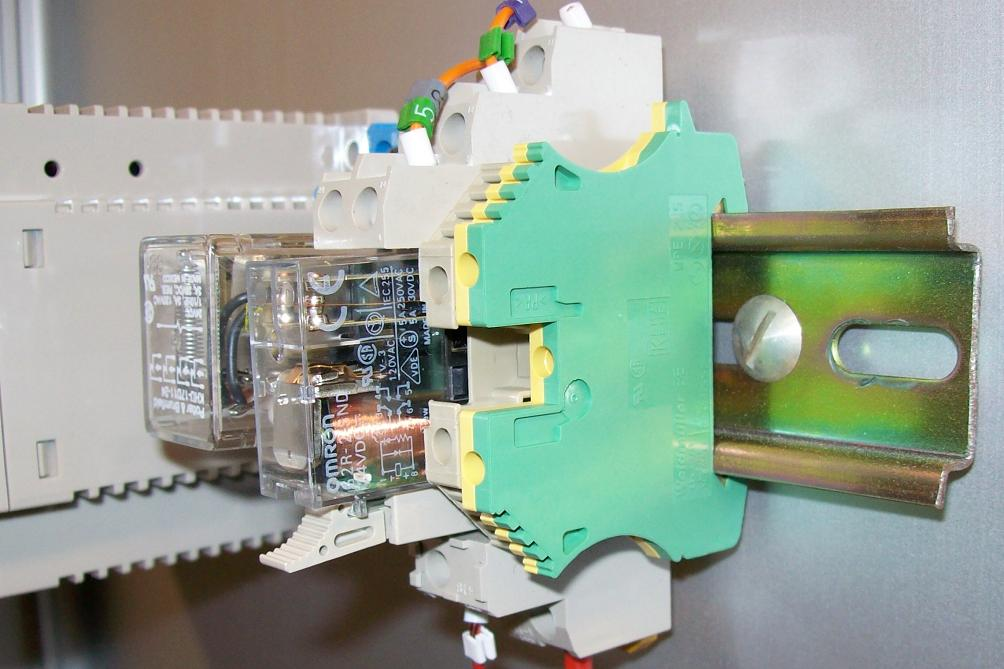
Equipamiento Eléctrico montado sobre Carril DIN.

Un carril DIN o riel DIN es una barra de metal normalizada. Es muy usado para el montaje de elementos eléctricos de protección y mando, tanto en aplicaciones industriales como en viviendas. En algunos casos puede ser usado asimismo como conexión a tierra de algunos componentes de la instalación.
Además del popular carril DIN simétrico de 35 mm x 7.5 mm (EN 50022, BS 5584, DIN 46277-3, NFC 63015, DIN 3) denominado también TS 35, se han normalizado otros tipos de carriles para montaje de anchuras menores:
- Carril DIN simétrico mini, 15 mm x 5.5 mm (EN 50045, BS 6273, DIN 46277-2) llamado también TS 15;
- Carril DIN simétrico de 35 mm x 15 mm (EN 50023, BS 5585);
- Carril DIN asimétrico tipo G (EN 50035, BS 5825, DIN 46277-1, DIN 1), llamado también TS32.